# Cantharellus
Cantharellus es un género de hongos Agaricomycetes de la familia Cantharellaceae. Es un género de populares hongos comestibles, comúnmente conocidos como cantarelus. Son hongos micorrízicos lo que significa que forman asociaciones simbióticas con plantas, por lo que son muy difíciles de cultivar. Se debe tener precaución al identificar los cantarelus para el consumo debido su semejanza con otras especies como Omphalotus olearius y otros, lo que puede hacer que una persona caiga muy enferma. A pesar de esto, los cantarelus son uno de los grupos más reconocidos y cosechados de hongos comestibles.
Muchas especies de cantarelus contienen carotenoides, tales como el betacaroteno en C. cibarius y C. minor. También contienen cantidades significativas de vitamina D.

## Especies
El género incluye las siguientes especies:
- Cantharellus afrocibarius
- Cantharellus altipes
- Cantharellus amethysteus
- Cantharellus appalachiensis
- Cantharellus aurantioconspicuus
- Cantharellus californicus Aroray Dunham 2008
- Cantharellus cascadensis
- Cantharellus cibarius
- Cantharellus cinereus
- Cantharellus cinnabarinus
- Cantharellus coccolobae
- Cantharellus flavus
- Cantharellus formosus
- Cantharellus friesii
- Cantharellus gracilis
- Cantharellus humidicolus
- Cantharellus lateritius
- Cantharellus lewisii
- Cantharellus lutescens
- Cantharellus minor
- Cantharellus miomboensis
- Cantharellus pallens
- Cantharellus persicinus
- Cantharellus phasmatis
- Cantharellus pleurotoides
- Cantharellus pseudoformosus
- Cantharellus quercophilus
- Cantharellus roseocanus
- Cantharellus spectaculus
- Cantharellus subalbidus
- Cantharellus tabernensis
- Cantharellus subpruinosus
- Cantharellus tanzanicus
- Cantharellus tenuithrix
- Cantharellus texensis
- Cantharellus vaginatus
- Cantharellus zangii